# Volume 8: The Threat Is Real
Volume 8: The Threat Is Real ist das achte Studioalbum der amerikanischen Thrash-Metal-Band Anthrax. Es erschien im August 1998 bei Ignition Records.

## Entstehung
Nach der Trennung vom Majorlabel Elektra Records wurde die Band Ende 1997 von dem neu gegründeten und auf Rockmusik spezialisierten Label Ignition Records unter Vertrag genommen, das zu Tommy Boy Entertainment gehörte. Der Vertrieb des Labels lag bei Alternative Distribution Alliance, einem Tochterunternehmen der Warner Music Group. Die Aufnahmen fanden im Krustys Fun House, Yonkers, New York, statt. Als Gastmusiker wirkten Phil Anselmo (Gesang zu Killing Box) und Dimebag Darrell (Lead-Gitarre bei Inside Out und Born Again Idiot) mit.
Mit dem Album verschwanden die Funk- und Rap-Einflüsse vollständig aus der Musik, stattdessen ließ Anthrax sich von den Veröffentlichungen von Led Zeppelin in den frühen 1970ern inspirieren. In dem Stück Inside Out kommt eine Akustische Gitarre zum Einsatz, Toast to the Extras zeigt durch den Mundharmonika-Einsatz Elemente eines Country-Songs und das Schlagzeugsolo in Born Again Ididot soll eine Hommage an John Bonham sein. Am Ende des Albums befindet sich mit der Folk-Ballade Pieces ein für Anthrax untypischer Hidden Track. Dabei handelt es sich um eine Komposition von Bassist Frank Bello, in der er den Mord an seinem Bruder verarbeitete und die er ursprünglich nicht veröffentlichen wollte.
Im Mai 1998 wurde Inside Out als erste Single herausgebracht und erhielt Airplay bei einigen Radiostationen in verschiedenen US-Bundesstaaten. Das Album verkaufte sich trotz der umfangreichen Promotion noch schlechter als der Vorgänger Stomp 442, im ersten Halbjahr nach der Veröffentlichung konnten in den USA lediglich 59.000 Einheiten verkauft werden. Im Februar 1999 ging die Band daher auf eine weitere Tournee, um das Album zu promoten.

## Titelliste
1. Crush – 4:21
2. Catharsis – 4:53
3. Inside Out – 5:31
4. P & V – 3:12
5. 604 – 0:35
6. Toast to the Extras – 4:24
7. Born Again Idiot – 4:17
8. Killing Box – 3:37
9. Harms Way – 5:13
10. Hog Tied – 4:36
11. Big Fat – 6:01
12. Cupajoe – 0:46
13. Alpha Male – 3:05
14. Stealing from a Thief – 13:02

## Kritiken
Stephen Thomas Erlewine von AllMusic schreibt, dass mit dem Album der kreative freie Fall von Stomp 442 gestoppt werden konnte und hebt die Vielzahl neuer Einflüsse in der Musik hervor. Er bemerkt, dass es der Band noch nicht vollständig gelungen sei, sich vom kreativen Tief zu erholen, die neuen spannenden Elemente seien nur oberflächlich und unterm Strich enthalte das Album keine wirklich bemerkenswerten Stücke. Thomas Kupfer vom Rock Hard dagegen zeigt sich von dem Album begeistert, seiner Meinung nach klang Anthrax selten „so kompakt, aber dabei immer abwechslungsreich“ und resümiert, dass das Album zu keiner Sekunde enttäusche. Adrian Bromley vom Onlinemagazin Chronicles of Chaos schreibt in seiner Kritik, dass den Veteranen langsam die Ideen ausgingen und kritisiert insbesondere die eindimensionale Gesangsleistung von John Bush. Es sei ein gutes Album, dem aber die Spannung fehle, welche die meisten Fans von der Band erwarten. John Chedsey von Satan Stole my Teddybear dagegen bescheinigt dem Album, genau das zu sein, was Anthrax benötigte, um zu altem Ansehen zurückzufinden.